# Asparagus setaceus
L'asparagina  (Asparagus setaceus (Kunth) Jessop) è una pianta appartenente alla famiglia Asparagaceae originaria dell'Africa sud-orientale, ma coltivata anche altrove come pianta ornamentale. È diventata una specie invasiva in diverse località in cui è stata introdotta.
Originariamente descritta dal botanico tedesco Carl Sigismund Kunth, il suo nome specifico deriva dal latino saeta (setola, crine, pelo).

## Descrizione
A. setaceus è una pianta perenne, che può raggiungere diversi metri di lunghezza.
Le foglie sono in realtà simili a cladodi, di lunghezza fino a 7 mm e diametro di 0,1 mm, che si presentano in gruppi fino a 15 dallo stelo.

I piccoli fiori verde-bianco a forma di campana hanno 0,4 cm di lunghezza, e sono seguiti da piccole bacche verdi, che anneriscono con la maturità.

## Usi
È molto resistente e si adatta facilmente alla coltivazione.
I frutti (bacche) di questa pianta sono tossici e non devono essere mangiati.
Il fogliame è utilizzato anche in composizioni floreali.